# Sognolles-en-Montois
Sognolles-en-Montois ist eine französische Gemeinde im Département Seine-et-Marne in der Île-de-France. Sie gehört zum Kanton Provins im Arrondissement Provins. Sie grenzt im Nordwesten an Vanvillé, im Norden an Maison-Rouge und Lizines, im Osten an Savins, im Südosten an Thénisy, im Süden an Cessoy-en-Montois, im Süden an Meigneux und im Westen an Rampillon. Die Bewohner nennen sich Sognolots.

## Geschichte
Sognolles war ein Teil der Gemeinde Lizines-Sognolles, bis Lizines im Jahr 1874 abgetrennt wurde. 1919 kam der Namenszusatz „-en-Montois“ hinzu.

## Bevölkerungsentwicklung
| Jahr      | 1962 | 1968 | 1975 | 1982 | 1990 | 1999 | 2008 | 2013 | 2018 | 2022 |
| --------- | ---- | ---- | ---- | ---- | ---- | ---- | ---- | ---- | ---- | ---- |
| Einwohner | 218  | 169  | 161  | 186  | 253  | 345  | 424  | 406  | 384  | 365  |

## Sehenswürdigkeiten

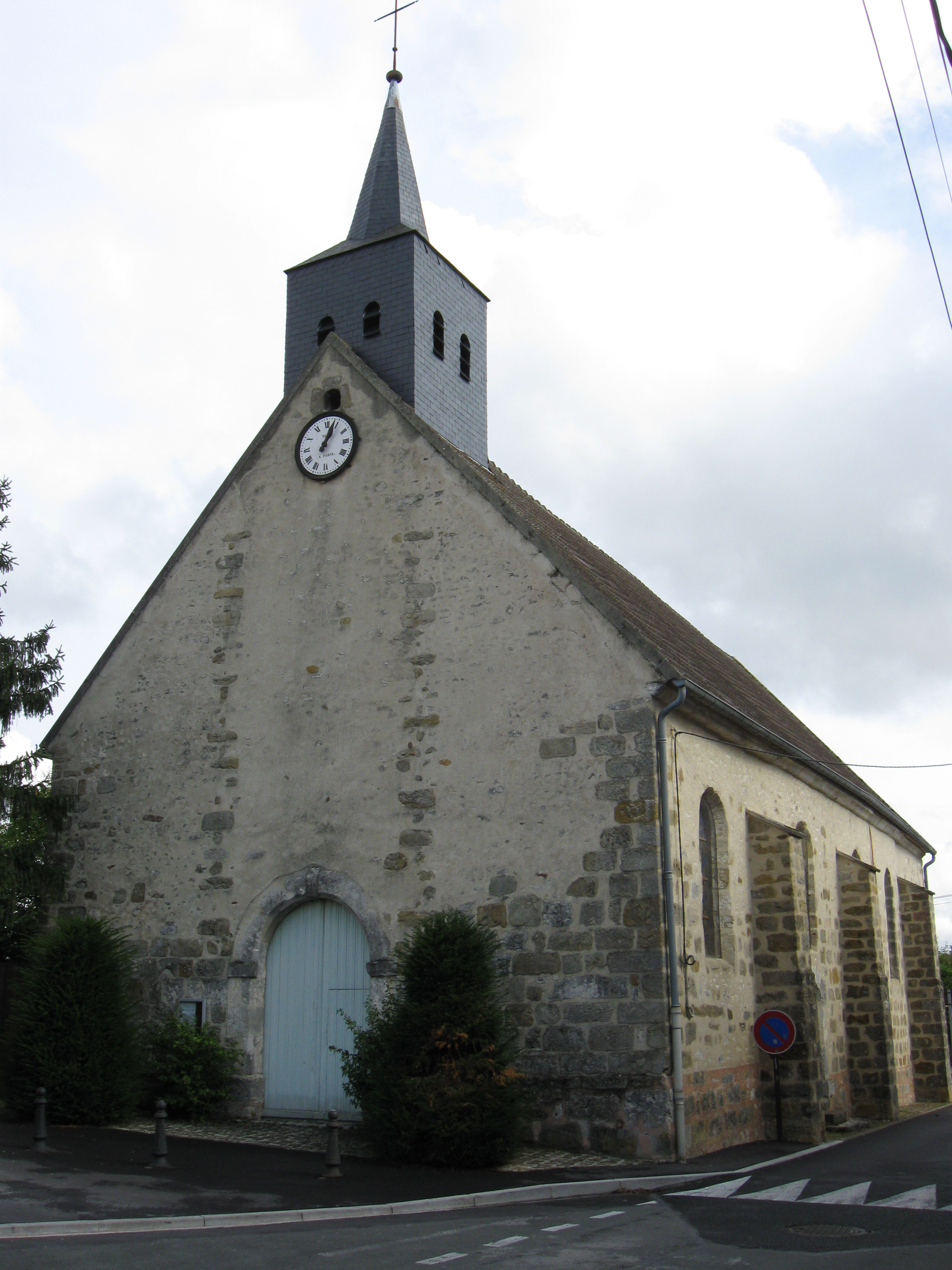
Kirche Saint-Michel

siehe auch: Liste der Monuments historiques in Sognolles-en-Montois
- Kirche Saint-Michel